# Elizabeth Asmis
Elizabeth Asmis (* 20. Jh.) ist eine US-amerikanische Klassische Philologin und Philosophiehistorikerin.

## Leben
Nach dem Erwerb des B.A. an der University of Toronto (1958–1962) und des M.A. in Classics an der Yale University (1965–1966) wurde Asmis ebendort mit einer Dissertation über The Epicurean Theory of Free Will promoviert (1968–1970).
Bereits 1963–1965 als Lecturer an der McGill University im Department of Classics angestellt, war sie von 1966 bis 1968 Research Assistant im British Museum, London. Nach der Promotion war sie zunächst Assistant Professor an der Cornell University (1970–1979) und Associate Professor an der University of Chicago (1979–1994), bevor sie dort 1994 zum Professor of Classics and in the College berufen wurde.
Asmis’ Forschungsschwerpunkte in ihrer Beschäftigung mit der antiken Philosophie liegen auf dem Epikureismus (neben Epikur vor allem Lukrez und Philodemos von Gadara) und auf dem Stoizismus (Seneca). Weitere Forschungsgebiete sind die stoische und epikureische Ästhetik; Cicero als politischer Denker; und Karl Marx’ Epikur- und Lukrezrezeption.

## Schriften (Auswahl)
Monographie
- Epicurus’ Scientific Method. Cornell University Press, 1984.

Mitherausgeberschaft
- Mithrsg. (mit Shadi Bartsch und Martha Nussbaum), The Complete Works of Lucius Annaeus Seneca. University of Chicago Press, 2010–2017.

Aktuelle Aufsätze
- The Stoics on the Craft of Poetry. In: Rheinisches Museum 160 (2017), Ss. 113–151.
- Lucretius’ Reception of Epicurus: De Rerum Natura as a Conversion Narrative. In: Hermes 144 (2016), Ss. 239–61.
- Art and Morality. In: Pierre Destrée und Penelope Murray (Hrsg.): A companion to Ancient Aesthetics. Wiley-Blackwell, Malden, MA. 2015, Ss. 486–504.
- Venus and the Passion for Renewal in Lucretius’s On the Nature of Things. In: Hanjo Berressem, Günter Blamberger, Sebastian Goth (Hrsg.), Venus as Muse. From Lucretius to Michel Serres. Brill/Rodopi, Leiden 2015, Ss. 41–54.
- Seneca’s Originality. In: Shadi Bartsch und Alessandro Schiesaro (Hrsg.), The Cambridge Companion to Seneca. Cambridge 2015, Ss. 224–38.